# Improvisation poétique
L'improvisation poétique est l’action d’improviser un poème à l’oral, avec ou sans accompagnement musical ; elle ne doit pas se confondre avec l’improvisation de chanson[réf. souhaitée].

## L'improvisation poétique
Traditionnellement, la poésie épique inclut des moments d’improvisation grâce auxquels le récitant flatte son audience (particulièrement les autorités) ou substitue les passages trop osés. Mais la plupart des sociétés ont en marge de cette pratique des jeux de débat ou « joute poétique », où les improvisateurs entrent en compétition devant leur public.
En Chine, la majorité des poètes, à l'instar du plus célèbre d'entre eux, Li Bai (701 – 762), pratiquent couramment l'improvisation poétique. Plus généralement, l'improvisation poétique est un jeu traditionnel des lettrés chinois.
La forme impromptu, en vogue en France au XVIIIe siècle a pu être transcrite sur le papier après avoir été jetée en paroles pour flatter ou railler rapidement son prochain.
En Italie, à la fin du XVIIIe siècle, la poétesse Teresa Bandettini déclame des improvisation poétiques dans ses spectacles de danse.
Quelques formes de poésie improvisée :
- Basque Bertsolaris
- Corse: Voceru
- Cubaine décimas
- Japonaise haiku
- Trinidadienne extempo
- The Dozens, rituels de joutes avec insultes dans les ghettos Afro-Américains
- Arabe naqa'id
- Argentine payadores
- Le partimen et la tenson des troubadours
- Portugaise cantigas ao desafio
- Malaise Pantun
- Sardaigne : poésie improvisée de la Sardaigne
- Le Slam est souvent considéré à tort comme une forme de poésie improvisée, car les textes sont le plus souvent écrits et préparés.  Il existe quelques "slameurs" en France capable d'improvisation poétique tel Arthur RIBO ou encore DGIZ.

Cependant si ces formes sont traditionnellement appelées poétiques, elles tendent chez la plupart des improvisateurs à façonner des chansons subtiles, surprenantes, souvent humoristiques, mais s’engagent rarement du côté du poème au sens où celui-ci est d’abord un texte qui suggère et transforme nos représentations[réf. nécessaire].
Aussi est-ce véritablement Michel Ducom qui a progressivement constitué à Bordeaux, et au festival d’Uzeste, un mouvement d’improvisation poétique orale dans les années 1990[réf. nécessaire] à travers sa confrontation avec des poètes et des musiciens œuvrant dans des champs esthétiques très variés (Bernard Manciet, Bernard Lubat, …) L’émergence de l’improvisation poétique orale n’est pas un développement prévisible et prévu de la poésie française[pourquoi ?], elle ne doit presque rien au mouvement de la poésie sonore (qui rejette d’ailleurs cette improvisation), et se revendique beaucoup plus de l’expérience du free jazz.
Parmi les poètes au début du XXIe siècle en France, Serge Pey, utilise également largement l'improvisation lors de ces performances.